# Phú Yên (tỉnh)
Phú Yên là một tỉnh cũ ven biển nằm ở trung tâm khu vực duyên hải Nam Trung Bộ, miền Trung Việt Nam. Tỉnh lỵ của tỉnh là thành phố Tuy Hòa.
Năm 2018, Phú Yên là đơn vị hành chính Việt Nam đông thứ 45 về số dân, xếp thứ 43 về Tổng sản phẩm trên địa bàn (GRDP), xếp thứ 30 về GRDP bình quân đầu người, đứng thứ 25 về tốc độ tăng trưởng GRDP. Với 961,1 nghìn dân, GRDP đạt 36.352 tỉ Đồng (tương ứng với 1,5790 tỉ USD), GRDP bình quân đầu người đạt 39,97 triệu đồng (tương ứng với 1.736 USD), tốc độ tăng trưởng GRDP đạt 8,3%.
Ngày 12 tháng 6 năm 2025, Quốc hội thông qua Nghị quyết số 202/2025/QH15 về việc sắp xếp đơn vị hành chính cấp tỉnh năm 2025, theo đó tỉnh được giải thể để sáp nhập vào tỉnh Đắk Lắk.

## Địa lý
Phú Yên trải dài từ 12°42'36" đến 13°41'28" vĩ Bắc và từ 108°40'40" đến 109°27'47" kinh Đông.
- Phía bắc giáp tỉnh Bình Định
- Phía tây giáp tỉnh Gia Lai
- Phía nam giáp tỉnh Khánh Hoà và tỉnh Đắk Lắk
- Phía đông giáp Biển Đông

Phú Yên có vị trí địa lý và giao thông tương đối thuận lợi để phát triển kinh tế - xã hội.
Phú Yên nằm ở miền Trung Việt Nam, tỉnh lỵ Phú Yên là thành phố Tuy Hòa, cách thủ đô Hà Nội 1.160 km về phía Bắc, cách Thành phố Hồ Chí Minh 560 km về phía Nam và cách Đà Nẵng 438 km về phía Bắc theo đường Quốc lộ 1.
Diện tích tự nhiên: 5.045 km², chiều dài bờ biển: 189 km.

### Địa hình
Phú Yên có 3 mặt là núi, phía Bắc có dãy Đèo Cù Mông, phía Nam là dãy Đèo Cả, phía Tây là mạn sườn đông của dãy Trường Sơn, và phía Đông là biển Đông.
Phú Yên được biết đến nơi có đồng bằng Tuy Hòa, được xem là vựa lúa của miền Trung.

### Khí hậu
Khí hậu nhiệt đới gió mùa, nóng ẩm và chịu ảnh hưởng của khí hậu đại dương. Có 2 mùa rõ rệt: mùa mưa từ tháng 9 đến tháng 12 và mùa nắng từ tháng 1 đến tháng 8. Nhiệt độ trung bình hằng năm 26,5 °C, lượng mưa trung bình hằng năm khoảng 1.600 - 1.700mm.

### Sông, suối
Có hệ thống Sông Đà Rằng, sông Bàn Thạch, sông Kỳ Lộ với tổng diện tích lưu vực là 16.400 km², tổng lượng dòng chảy 11.8 tỷ m3, đảm bảo đủ nước tưới cho nông nghiệp, thủy điện và sinh hoạt.
Phú Yên có nhiều suối nước khoáng nóng như: Phú Sen, Triêm Đức, Trà Ô, Lạc Sanh. Ngoài ra còn có nhiều tài nguyên trong lòng đất như Diatomite (90 triệu m3), đá hoa cương nhiều màu (54 triệu m3), vàng sa khoáng (300 nghìn tấn) (số liệu năm 2006 theo Cẩm nang xúc tiến thương mại du lịch Phú Yên)

## Hành chính

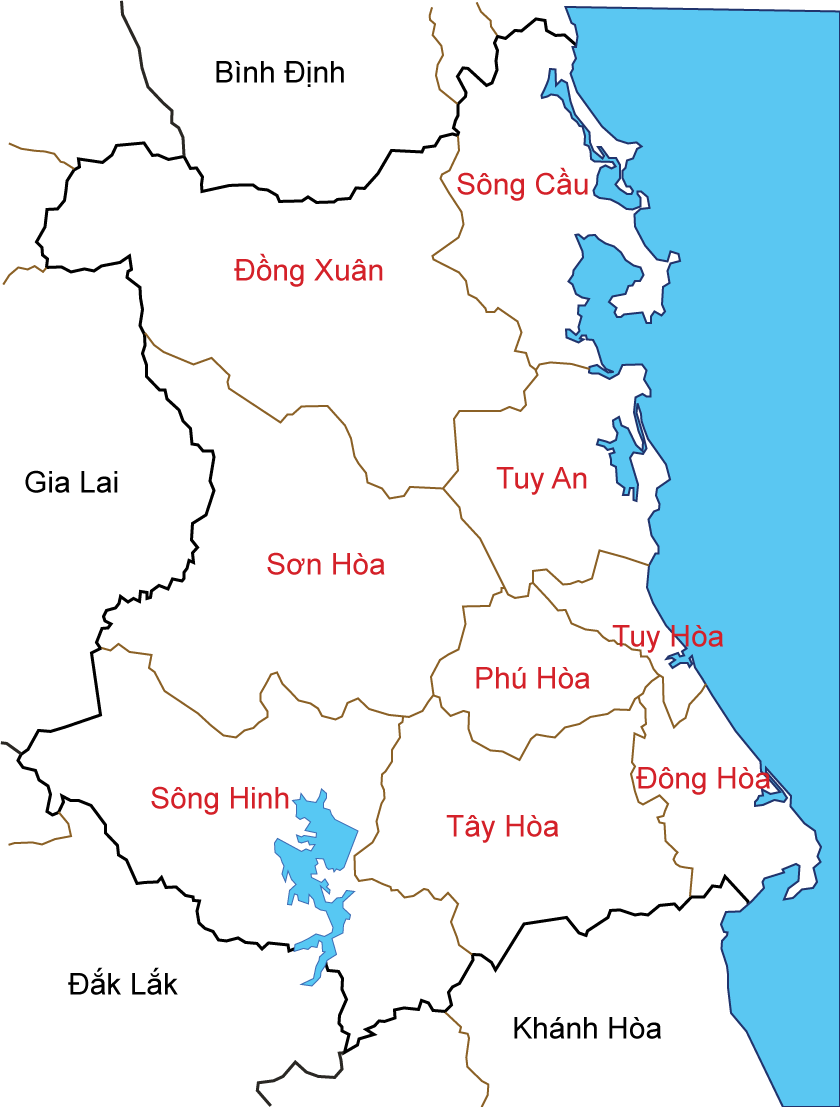
Bản đồ hành chính tỉnh Phú Yên

Tỉnh Phú Yên có 9 đơn vị hành chính cấp huyện, bao gồm 1 thành phố, 2 thị xã và 6 huyện với 110 đơn vị hành chính cấp xã, bao gồm 18 phường, 6 thị trấn và 82 xã. Theo đó:
| Tên           | Dân số (người)2017 | Hành chính     |
| ------------- | ------------------ | -------------- |
| Thành phố (1) |                    |                |
| Tuy Hòa       | 155.920            | 9 phường, 3 xã |
| Thị xã (2)    |                    |                |
| Đông Hòa      | 119.921            | 5 phường, 5 xã |
| Sông Cầu      | 120.780            | 4 phường, 9 xã |

| Tên       | Dân số (người)2017 | Hành chính        |
| --------- | ------------------ | ----------------- |
| Huyện (6) |                    |                   |
| Đồng Xuân | 65.300             | 1 thị trấn, 10 xã |
| Phú Hòa   | 113.850            | 1 thị trấn, 8 xã  |
| Sơn Hòa   | 60.290             | 1 thị trấn, 13 xã |
| Sông Hinh | 58.700             | 1 thị trấn, 10 xã |
| Tây Hòa   | 127.000            | 1 thị trấn, 10 xã |
| Tuy An    | 133.000            | 1 thị trấn, 14 xã |

## Lịch sử
Phú Yên là nơi có các di tích từ thời Văn hóa Hòa Bình , Sa Huỳnh. 

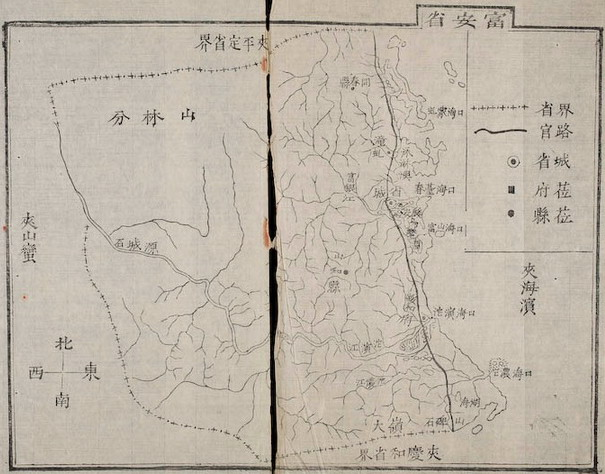
Bản đồ tỉnh Phú Yên nhà Nguyễn

Năm 1471, vua Lê Thánh Tông thân chinh cầm quân đánh Chăm Pa đến tận đèo Cả. Tuy nhiên sau đó Lê Thánh Tông chỉ sáp nhập vùng đất từ đèo Hải Vân tới đèo Cù Mông (từ Đà Nẵng đến Bình Định) vào lãnh thổ Đại Việt. Vùng đất Phú Yên vẫn thuộc quyền quản lý của Chăm Pa với tên gọi Ayaru (Êa Ryu).
Từ năm 1570, Nguyễn Hoàng là trấn thủ vùng Thuận Hóa và Quảng Nam của Đại Việt. Năm 1578 ông sai tướng dưới quyền Lương Văn Chánh tấn công vào thành Hồ, là thủ phủ của Chăm Pa tại vùng Ayaru "Êa Ryu" (Phú Yên), thành Hồ bị thất thủ, từ đó vùng đất Ayaru là nơi tranh chấp thường xuyên giữa người Việt và người Chăm. Theo chính sách của chúa Nguyễn ông đã chiêu tập và đưa lưu dân từ các vùng Thanh - Nghệ, Thuận - Quảng vào đây để khẩn hoang lập ấp, tạo dựng cơ nghiệp.
Năm 1611, Nguyễn Hoàng sai viên tướng dưới quyền là Văn Phong tấn công vào Aryaru, Chăm Pa thất bại. Nguyễn Hoàng sáp nhập Ayaru vào lãnh thổ Đàng Trong với tên gọi Phú Yên và giao cho Văn Phong cai quản đất Phú Yên. Tên gọi nầy do chúa Nguyền Hoàng đặt với ước nguyện về một miến đất trù phú, thanh bình trong tương lai.
Tới năm 1629, Văn Phong chống lại chính quyền Đàng Trong, lúc này Nguyễn Hoàng đã chết, người nối nghiệp là Nguyễn Phúc Nguyên đã sai tướng Nguyễn Phúc Vinh vào đánh dẹp. Sau khi đánh bại được Văn Phong, Phúc Vinh được giao cai quản đất Phú Yên
Với một vị trí chiến lược quan trọng, vào thế kỷ 18 Phú Yên là nơi đối đầu quyết liệt giữa nhà Tây Sơn và nhà Nguyễn; nơi Nguyễn Huệ, vào tháng 7 năm 1775, đã đánh bại 2 vạn quân ngũ dinh (Bình Khang, Bình Thuận, Trấn Biên, Phiên Trấn và Long Hồ) của Tống Phước Hiệp.

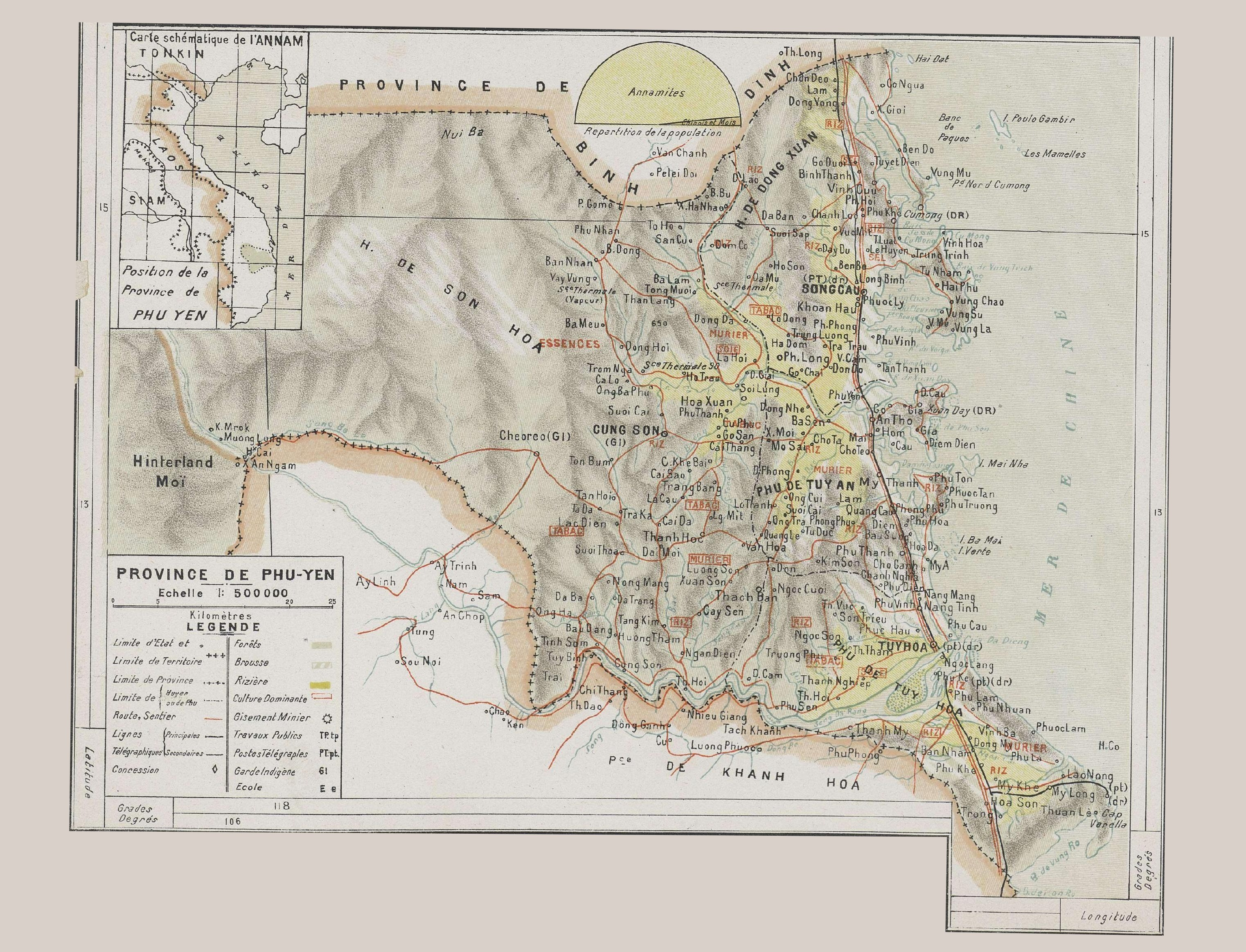
Bản đồ tỉnh Phú Yên năm 1909 (bấy giờ địa bàn bao gồm cả một phần tỉnh Gia Lai ngày nay)

Năm Minh Mạng thứ 13, tại Gia Định Thành 1832, vua đã lập 12 tỉnh phía Nam đèo Hải Vân, trong đó có Phú Yên.
Theo hiệp ước triều đình nhà Nguyễn ký với Pháp ngày 6-6-1884, thì Trung Kỳ gồm 12 tỉnh. Tỉnh Phú Yên 2 thuộc Trung kỳ, có diện tích 4.300 km, dân số 251.000 người. Trước năm 1904, đất Phú Yên trải dài từ biên giới Lào đến tận M'Đrắk đều do người đại diện Cùng Sơn (Sơn Hòa ngày nay) cai quản. Năm 1904 mới bị chia tách nhỏ do người Pháp lập những đại diện mới ở M'Đrắk và Cheo Reo, phụ thuộc vào Đắk Lắk và Kon Tum.
Ngày 25-4-1907, Toàn quyền Đông Dương ra Nghị định thành lập tỉnh Kon Tum. Địa bàn tỉnh Kon Tum gồm đại lý Kon Tum tách ra từ Bình Định, đại lý Cheo Reo tách ra từ Phú Yên. Phú Yên trở thành đại lý Phú Yên do Công sử Bình Định cai quản.
Ngày 17-10-1921, Toàn quyền Đông Dương ra Nghị định thành lập tỉnh Phú Yên.
Đến ngày Cách mạng tháng 8- 1945, tỉnh Phú Yên có 4 huyện: Tuy Hòa, Tuy An, Đồng Xuân và Sơn Hòa với 19 tổng (huyện Tuy Hòa 7 tống, huyện Tuy An 5 tông, huyện Đồng Xuân 3 tổng, huyện Sơn Hòa 4 tổng).
Năm 1954, Phú Yên chịu sự quản lý của Chính thể Việt Nam Cộng Hoà.
Năm 1976, sau khi thống nhất đất nước, Phú Yên nằm trong địa phận tỉnh Phú Khánh.
Ngày 1 tháng 7 năm 1989, tỉnh Phú Yên được tái lập và tồn tại cho đến ngày nay. Khi tách ra, tỉnh Phú Yên có 7 đơn vị hành chính gồm thị xã Tuy Hòa và 6 huyện: Đồng Xuân, Sơn Hòa, Sông Cầu, Sông Hinh, Tuy An, Tuy Hòa.
Ngày 4 tháng 3 năm 2002, chia thị xã Tuy Hòa thành thị xã Tuy Hòa và huyện Phú Hòa.
Ngày 5 tháng 1 năm 2005, chuyển thị xã Tuy Hòa thành thành phố Tuy Hòa.
Ngày 16 tháng 5 năm 2005, chia huyện Tuy Hòa thành 2 huyện: Đông Hòa và Tây Hòa.
Ngày 27 tháng 8 năm 2009, chuyển huyện Sông Cầu thành thị xã Sông Cầu.
Ngày 11 tháng 3 năm 2013, thành phố Tuy Hòa được công nhận là đô thị loại II trực thuộc tỉnh Phú Yên.
Ngày 4 tháng 3 năm 2019, Bộ Xây dựng quyết định công nhận thị xã Sông Cầu là đô thị loại III.
Ngày 1 tháng 6 năm 2020, chuyển huyện Đông Hòa thành thị xã Đông Hòa.
Tính đến thời điểm này, Tỉnh Phú Yên có 1 thành phố, 2 thị xã và 6 huyện.
Ngày 12 tháng 6 năm 2025, Quốc hội ban hành Nghị quyết số 202/2025/QH15 về việc sắp xếp đơn vị hành chính cấp tỉnh (nghị quyết có hiệu lực từ ngày 12 tháng 6 năm 2025). Theo đó, sáp nhập tỉnh Phú Yên vào tỉnh Đắk Lắk.

## Dân số
- Dân số Phú Yên là 874.071 người (2020) trong đó thành thị 28,7%, nông thôn 71,3%, lực lượng lao động chiếm 71,5% dân số. Tỷ lệ đô thị hóa đạt 38,5% (tính đến năm 2020).
- Phú Yên có hơn 30 dân tộc sống chung với nhau. Chăm, Êđê, Ba Na, Hrê, Hoa, Raglai là những tộc người đã sống lâu đời trên đất Phú Yên.
- Sau ngày miền Nam được giải phóng, sau khi thành lập huyện Sông Hinh (1986) có những dân tộc từ miền núi phía Bắc di cư vào vùng đất Sông Hinh như Tày, Nùng, Dao, Sán Dìu,...
- Tính đến ngày 1 tháng 4 năm 2019, toàn tỉnh có 9 tôn giáo khác nhau đạt 67.594 người, nhiều nhất là Công giáo có 35.206 người, tiếp theo là Phật giáo có 27.290 người, tiếp theo là đạo Tin Lành có 2.928 người, đạo Cao Đài có 2.006 người, Phật giáo Hòa Hảo có 113 người. Còn lại các tôn giáo khác như Hồi giáo có 20 người, Bà La Môn có 13 người, Tịnh độ cư sĩ Phật hội Việt Nam có 10 người và Baha'i

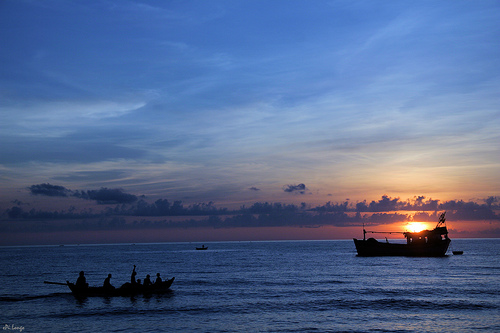
Khai thác hải sản là một thế mạnh của tỉnh

Kinh Tế
Diện tích đất nông nghiệp 72.390 ha, đất lâm nghiệp khoảng 209.377 ha, đất chuyên dùng 12.297 ha, đất dân cư 5.720 ha, đất chưa sử dụng 203.728 ha; có nhiều loại gỗ và lâm sản quý hiếm. Trong bảng xếp hạng về Chỉ số năng lực cạnh tranh cấp tỉnh của Việt Nam năm 2011, tỉnh Phú Yên xếp ở vị trí thứ 50/63 tỉnh thành.
Phú Yên nằm ở sườn Đông dãy Trường Sơn, đồi núi chiếm 70% diện tích đất tự nhiên. Địa hình dốc mạnh từ Tây sang Đông, dải đồng bằng hẹp và bị chia cắt mạnh, có hai đường cắt lớn từ dãy Trường Sơn là cánh đèo Cù Mông và cánh đèo Cả. Bờ biển dài gần 200 km có nhiều dãy núi nhô ra biển hình thành các eo vịnh, đầm phá có lợi thế phát triển du lịch, vận tải đường thủy, đánh bắt và nuôi trồng hải sản xuất khẩu.
Ngoài ra còn có Khu bảo tồn thiên nhiên Quốc gia Krông-Trai rộng 20.190 ha với hệ động vật và thực vật phong phú đa dạng.
Năm 2019, tốc độ tăng trưởng kinh tế đạt 8,94%, trong đó: khu vực Nông, lâm nghiệp và thủy sản tăng 3,26%; Công nghiệp và xây dựng tăng 18,73%; dịch vụ tăng 5,72%. Tổng thu ngân sách Nhà nước (NSNN) trên địa bàn tỉnh năm 2019 là 6.993 tỷ đồng, vượt 27,1% dự toán tỉnh giao, tăng gấp 1,5 lần so năm 2018. Trong đó: Thu nội địa 6.414 tỷ đồng, vượt 18,2% dự toán, tăng 42% so năm trước; thu thuế xuất nhập khẩu 578,8 tỷ đồng, gấp 8 lần dự toán (do nhập khẩu thiết bị để triển khai các dự án điện mặt trời). Trong đó, khối tỉnh thực hiện thu 4.821 tỷ đồng (vượt 26,1% dự toán tỉnh và tăng 68% so với năm 2018), khối huyện thực hiện thu 2.171 tỷ đồng (vượt 29,4% dự toán, tăng 27,4% so với cùng kỳ); có 9/9 huyện, thị xã, thành phố thu đạt và vượt dự toán giao, đặc biệt huyện Phú Hòa thu vượt 92,7%, thị xã Sông Cầu thu vượt 136,1%. Tổng chi ngân sách địa phương năm 2019 là 9.231 tỷ đồng, bằng 85,1% dự toán chi điều hành, tăng 14,4% so với năm 2018. Nhìn chung, các lĩnh vực chi đều đảm bảo theo dự toán giao, đáp ứng yêu cầu nhiệm vụ chi, đảm bảo đúng mục đích, đúng nội dung, có hiệu quả, phục vụ cho sự nghiệp phát triển kinh tế - xã hội, quốc phòng - an ninh của tỉnh.

### Giao thông
Hệ thống giao thông đường bộ trọng yếu gồm có:
- Quốc lộ 1 nối với Bình Định và Khánh Hòa.
- Quốc lộ 25 nối với Gia Lai.
- Quốc lộ 1D nối Thị xã Sông Cầu với thành phố Quy Nhơn.
- Quốc lộ 29 nối thị xã Đông Hòa (từ Vũng Rô) với thị xã Buôn Hồ Đăk Lăk.
- Quốc lộ 19C khởi đầu từ nút giao với Quốc lộ 1 ở thị trấn Diêu Trì của huyện Tuy Phước tỉnh Bình Định chạy dọc theo đường sắt Bắc - Nam qua thị trấn La Hai, huyện Đồng Xuân rồi rẽ lên huyện Sơn Hòa tới thị trấn Hai Riêng huyện Sông Hinh, kết thúc tại nút giao với Quốc lộ 26 ở thị trấn M'Drắk của huyện M'Drắk tỉnh Đắk Lắk.
- Đường Phước Tân-Bãi Ngà chạy từ khu công nghiệp Hòa Hiệp đến cảng Vũng Rô.

Phú yên cũng có đường sắt Bắc-Nam đi qua với ga chính là Ga Tuy Hòa.
Về hàng không, Phú Yên hiện đang vận hành Sân bay Đông Tác (Hoạt động từ tháng 4/2003) với 2 đường bay chính: Tuy Hòa - Hà Nội và Tuy Hòa - Thành phố Hồ Chí Minh.

### Cơ sở hạ tầng
- Hệ thống điện: 
  - Nhà máy Thủy điện Sông Hinh với công suất 72 MW và hệ thống đường dây 500 KVA Bắc - Nam đi qua tỉnh đảm bảo cung cấp nhu cầu sử dụng điện cho sản xuất, sinh hoạt.
  - Nhà máy Thủy điện Sông Ba Hạ có công suất 220 MW với hai tổ máy nối với hệ thống điện Quốc gia hoàn thành vào tháng 11 năm 2009.
  - Nhà máy Điện Mặt trời Hòa Hội có công suất 257 MWp (tương đương công suất phát 214MW) đưa vào vận hành tháng 6 năm 2019.
- Hệ thống cấp nước: Nhà máy cấp thoát nước Phú Yên với công suất 28.500 m3/ngđ, phục vụ cho khu vực Thanh Pho Tuy Hòa, các vùng lân cận và khu công nghiệp Hòa Hiệp. Đồng thời xây dựng mới một số nhà máy cấp nước cho các thị trấn huyện lỵ với công suất khoảng 13.000 m³/ngđ.
- Hệ thống thông tin liên lạc: Phú Yên có mạng lưới viễn thông khá tốt. Bưu điện trung tâm Tỉnh, huyện, xã được trang bị: Vi ba, cáp quang... đảm bảo liên lạc thông suốt.
- Hệ thống Internet qua đường truyền ADSL cũng là một kênh liên lạc quan trọng hiện nay đối với sự phát triển của toàn tỉnh.

Tổng số bưu cục, đại lý, kiốt trên toàn Tỉnh là 133 đơn vị, tổng số máy điện thoại 14.716 máy; dịch vụ bưu chính cũng phát triển mạnh.
Phú Yên nằm trong vùng ảnh hưởng của vùng kinh tế trọng điểm miền trung, trong các tỉnh Duyên hải Nam Trung Bộ, Phú Yên là nơi có điều kiện thuận lợi nhất trong việc xây dựng tuyến đường sắt lên Tây Nguyên. Đây là một trong những điều kiện thuận lợi đưa Phú Yên trở thành đầu mối giao lưu kinh tế Bắc Nam và Đông Tây; cụ thể: Giao thông đường bộ, có mạng lưới giao thông rộng khắp, gồm Quốc lộ 1, Quốc lộ 1D, Quốc lộ 25, Quốc lộ 29 và các tuyển tỉnh lộ nối vùng đồng bằng với vùng miền núi. Có trục giao thông phía Tây nối 03 huyện miền núi Phú Yên với huyện Vân Canh (tỉnh Bình Định) và huyện Ma D'răk (tỉnh Đắk Lắk); có trục giao thông ven biển nằm trong tuyến đường bộ ven biển Việt Nam nối các huyện vùng biển và ven biển; Giao thông đường sắt, có tuyến đường sắt Bắc - Nam đi qua với chiều dài đoạn tuyến là 117 km, có 2 ga chính là Tuy Hòa và Đông Tác, trong tương lai khi tuyến đường sắt lên Tây Nguyên được hình thành mở ra triển vọng hợp tác, giao thương hàng hóa giữa Phú Yên và các tỉnh Tây Nguyên; Hàng không, Phú Yên có sân bay Tuy Hòa cách thành phố Tuy Hòa 5 km về phía Đông Nam, diện tích sân bay: 700ha, hiện đang nâng cấp cảng hàng không Tuy Hòa theo tiêu chuẩn 4C; Cảng Vũng Rô, Vũng Rô là cảng biển nước sâu có thể đón nhận tàu trọng tải 30 nghìn DWT.

### Du lịch

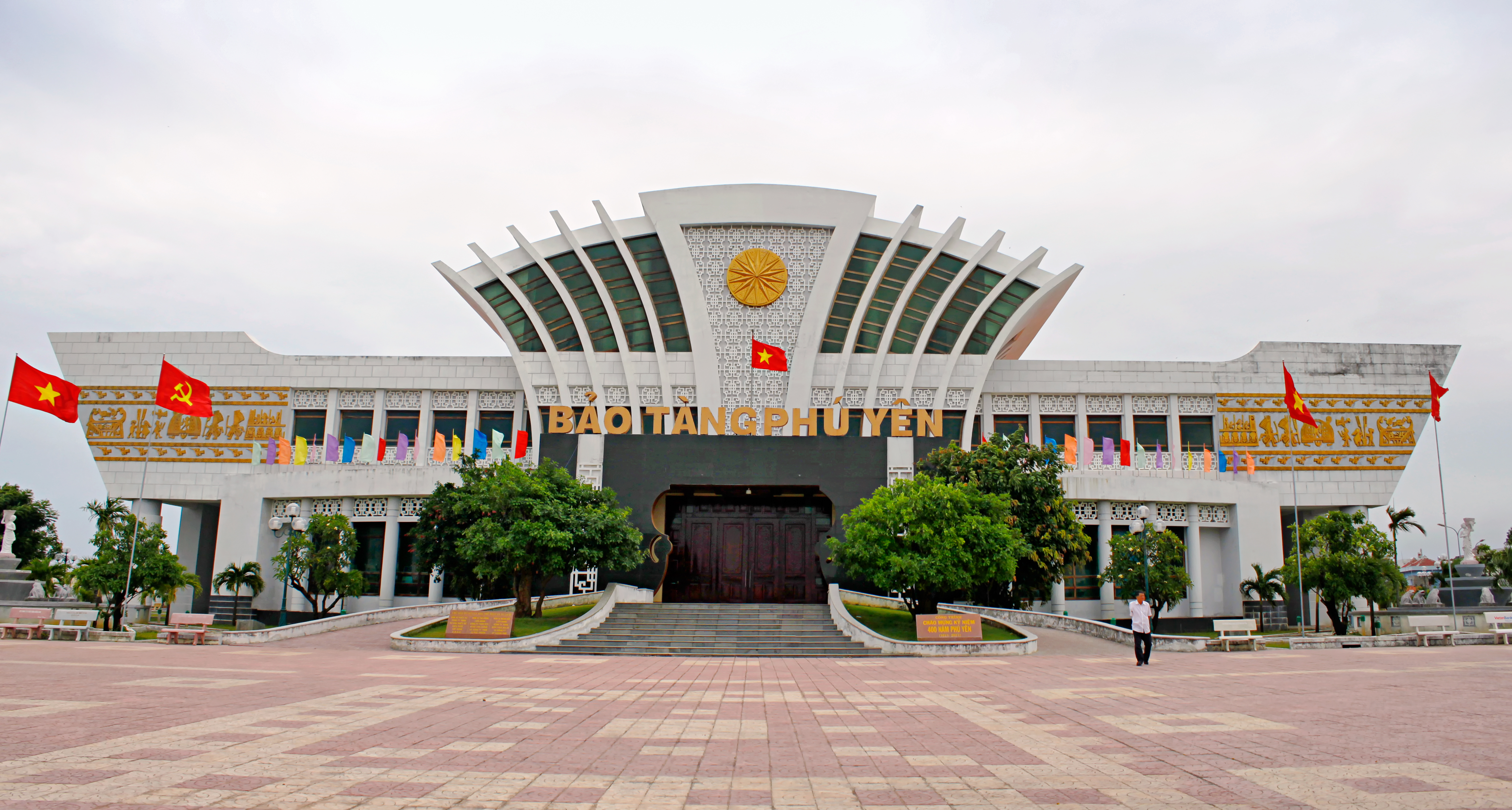
Bảo tàng tỉnh Phú Yên

Du lịch là một trong những ngành ngày càng chiếm vị trí quan trọng trong quá trình đi lên của Phú Yên. Mặc dầu có xuất phát điểm thấp, nhưng đến nay du lịch Phú Yên đã vươn lên trở thành một trong những mũi nhọn kinh tế của tỉnh. Với thương hiệu "Xứ sở hoa vàng trên cỏ xanh".
- Phú Yên được ban tặng cho một hệ thống cảnh quan thiên nhiên khá đa dạng, đầy đủ với núi, cao nguyên, đồng bằng châu thổ, sông, hồ, đầm, vịnh, hải đảo... Một số danh thắng tiêu biểu là Gành Đá Đĩa, đầm Ô Loan, núi Đá Bia, vịnh Xuân Đài, bãi Môn- mũi Điện, di tích lịch sử cấp quốc gia như vũng Rô, núi Nhạn- sông Đà Rằng,..v.v...
- Cơ sở hạ tầng du lịch của Phú yên được đầu tư mạnh.
- Phú Yên hiện có 1 khách sạn 5 sao (Cendeluxe), 3 khách sạn 4 sao (Kaya, Sài Gòn- Phú Yên, Long Beach), và nhiều khách sạn khác như Hương Sen, khách sạn Công Đoàn... Cơ sở vui chơi, nghỉ dưỡng thì có khu giải trí - sinh thái Thuận Thảo, Vincom Plaza Tuy Hòa, khu resort Sao Việt, bãi Tràm hideaway...
- Năm 2018, tổng lượt khách du lịch đến Phú Yên hơn 1,6 triệu lượt khách, đạt 111% kế hoạch, tăng 14,6% so với năm 2017, trong đó có 41.005 lượt khách quốc tế, tăng 15,5% so với năm 2017.

### Nông nghiệp
Chủ yếu là lúa, mía,cây hoa màu với trình độ thâm canh khá.
Với cánh đồng Tuy Hòa, cánh đồng lúa rộng nhất miền Trung, lương thực, đặc biệt là lúa, nhân dân đã tự túc và có phần sản xuất ra các tỉnh lân cận. Sản lượng lúa bình quân hàng năm ước trên 320000 tấn, đáp ứng nhu cầu địa phương và bán ra tỉnh ngoài. Mặc dù không phải là trọng tâm nhưng đây là ngành kinh tế thu hút nhiều lao động của tỉnh, giải quyết công ăn việc làm cho người dân, góp phần xóa đói giảm nghèo.
Do khí hậu nóng ẩm, nhiệt đới gió mùa, chịu ảnh hưởng của khí hậu đại dương và chia làm hai mùa rõ rệt. Mùa mưa từ tháng 9 đến tháng 12 và mùa nắng từ tháng 1 đến tháng 8, thích hợp nhiều loại cây lương thực và hoa màu như: lúa, bắp, đậu, rau, dưa, bầu, bí, khoai, sắn, mía,...; phát triển tốt ở Tây Hòa, Tuy An, Phú Hòa. Cây mía trồng nhiều ở Sông Hinh, Sơn Hòa, Đồng Xuân, Tuy An, và Tây Hòa. Dừa là loại cây công nghiệp trồng nhiều ở Sông Cầu.

### Thủy - hải sản
Phú Yên có diện tích vùng biển trên 6.900 km² với trữ lượng hải sản lớn: trên 500 loài cá, 38 loài tôm, 15 loài mực và nhiều hải sản quý.
Sản lượng khai thác hải sản của Phú Yên năm 2005 đạt 35.432 tấn, tăng bình quân 5%/năm. Trong đó sản lượng cá ngừ đạt 5.040 tấn (thông tin từ Cẩm nang xúc tiến thương mại - du lịch Phú Yên).
Nuôi trồng thủy sản là một trong những ngành kinh tế mạnh của tỉnh, với tổng diện tích thả nuôi là 2.950ha, sản lượng thu hoạch 3.570 tấn, bên cạnh đó có nhiều loại hải sản có giá trị kinh tế cao như sò huyết, cá ngừ đại dương, tôm sú, tôm hùm.
Các địa phương nuôi trồng hải sản tập trung ở khu vực đầm Cù Mông, Vịnh Xuân Đài (Thị xã Sông Cầu), Đầm Ô Loan (Huyện Tuy An),... Đây là những địa phương nuôi trồng có tình chiến lược của tỉnh, thu hút nhiều lao động. Đặc biệt, ngay tại Đầm Cù Mông, việc nuôi trồng và chế biến được thực hiện khá đầy đủ các công đoạn nhờ Khu công nghiệp Đông bắc Sông Cầu nằm ngay tại đó.

## Môi trường - Tài nguyên thiên nhiên

### Tài nguyên đất
Tài nguyên đất Phú Yên khá đa dạng về nhóm, các loại đất phân bố trên nhiều dạng địa hình khác nhau tạo ra những tiểu vùng sinh thái nông – lâm nghiệp thích hợp với nhiều loại cây trồng, đặc biệt là cây trồng lâu năm vùng đồi núi. Có 8 nhóm đất chính: Nhóm đất đỏ vàng: Là nhóm đất có diện tích lớn nhất. 336.579 ha, chiếm tỷ lệ 66,71%; Nhóm đất cát biển: 15.009 ha chiếm 2,97%. Nhóm đất mặn, phèn: 7.899 ha, chiếm 1,57%.  Nhóm đất Phù sa: 55.752 ha, chiếm 11.05%. Nhóm đất xám: 39.552 ha, chiếm 7,84%, Nhóm đất đen: 18.831 ha, chiếm 3,73%.. Nhóm đất vàng đỏ trên núi: 11.300 ha, chiếm 2,5%. Nhóm đất thung lũng dốc tụ: 1.246 ha;  Các loại đất khác: 21.192 ha, chiếm tỷ lệ 4,21%.

### Sông ngòi - Biển

#### Sông
Phú Yên có hệ thống sông ngòi phân bổ tương đối đều trên toàn tỉnh, các sông đều bắt nguồn từ phía Đông của dãy Trường Sơn, chảy trên địa hình đồi, núi ở trung và thượng lưu, đồng bằng nhỏ hẹp ở hạ lưu rồi đổ ra biển. Phú Yên có trên 50 con sông lớn nhỏ, đáng chú ý là 3 con sông chính: sông Kỳ Lộ, Sông Ba, Sông Bàn Thạch với với tổng diện tích lưu vực là 16.400 km², tổng lượng dòng chảy 11.8 tỷ m³, phục vụ nước tưới cho nông nghiệp, thủy điện và sinh hoạt của người dân Phú Yên.
Nguồn nước mặt: Mạng lưới sông suối ở Phú Yên phần lớn bắt nguồn từ dãy núi Trường Sơn ở phía Tây, dãy Cù Mông ở phía Bắc và dãy đèo Cả ở phía Nam. Sông suối của tỉnh thường ngắn, dốc nên tốc độ dòng chảy lớn. Nguồn nước sông Ba có trữ lượng lớn nhất tỉnh, lượng nước đổ ra biển hàng năm là 9,7 tỷ m³. Nguồn nước sông Bàn Thạch với tổng lượng dòng chảy của sông 0,8 tỷ m3/năm. Sông Kỳ Lộ là con sông lớn thứ 2 trong tỉnh, diện tích lưu vực sông Kỳ Lộ là 1.950 km², trong đó phần trong tỉnh là 1.560 km².
Nguồn nước ngầm: Trữ lượng động tự nhiên khai thác tiềm năng nguồn nước ngầm của tỉnh khoảng 1,2027 x 106m³/ngày.
Nước khoáng: Nguồn tài nguyên nước khoáng ở Phú Yên khá phong phú, trên địa bàn tỉnh có 4 điểm nước khoáng nóng ở Sơn Thành (huyện Tây Hòa), Phước Long ở xã Xuân Long, Triêm Đức (huyện Đồng Xuân) và Phú Sen (huyện Phú Hòa).

#### Biển
Với bờ biển dài 189 km, có nhiều vịnh, bãi, vũng, đầm phá, gành còn mang vẻ đẹp hoang sơ tạo nên những cảnh quan sinh thái phong phú, đa dạng là tiềm năng rất lớn cho du lịch biển, du lịch nghỉ dưỡng và du lịch sinh thái. Bên cạnh đó, Phú Yên có nhiều vùng bãi triều nước lợ, cửa sông, đầm phá, vịnh rất thuận lợi cho phát triển nuôi trồng thủy sản xuất khẩu. Đây là tiềm năng, lợi thế để Phú Yên phát triển kinh tế biển.

### Tài nguyên rừng
Huyện Sơn Hòa có hàng vạn hecta rừng với nhiều gỗ quí như: Bằng Lăng, Chang gà, Côn, Ba thưa, Chò, Gõ, Sơn, Kiền kiền, Lim, Trắc,... cùng nhiều loại thú như: gấu, nai, mang, hươu, cheo, chồn, thỏ, nhím,...; đang là nơi phát triển các giống cây công nghiệp như: cà phê, điều, thuốc lá cùng nhiều loại cây ăn trái (thơm, mít, chuối, cam, bưởi,...).
Toàn tỉnh có 3 kiểu rừng chính là rừng kín lá rộng thường xanh, đây là kiểu rừng phổ biến ở Phú Yên chiếm 96,5% diện tích rừng tự nhiên; rừng rụng lá (khộp), kiểu rừng này chiếm tỷ lệ 3,5% diện tích rừng tự nhiên toàn tỉnh; rừng trồng, hiện có 20.963,0 ha rừng trồng và khoảng 8,4 triệu cây phân tán (tương đương 4.200 ha), gồm các loại cây chủ yếu như keo tai tượng, xà cừ, phi lao, điều, dầu rái, sao đen, gõ đỏ, muồng đen, giáng hương và một số loại khác. Hệ động thực vật rừng Phú Yên khá phong phú có 43 họ chim với 114 loài (trong đó có 7 loài quý hiếm). Thú có 20 họ với 51 loài (trong đó có 21 loài quý hiếm), Bò sát có 3 họ với 22 loài (trong đó có 2 loài quý hiếm).
Phú Yên có nguồn khoáng sản dồi dào, trữ lượng lớn như đá Granite màu, Diatomite, Bauxit, Fluorit, nước khoáng, than bùn vàng sa khoáng.

### Thực trạng
Ngày 26-4, thông tin từ Văn phòng Chính phủ cho biết Thủ tướng Chính phủ Nguyễn Xuân Phúc vừa chỉ đạo Thanh tra Chính phủ kiểm tra, làm rõ các vấn đề báo Tuổi trẻ phản ánh về vấn đề phá rừng phòng hộ ở Phú Yên. Theo đó, hơn 100ha rừng phòng hộ ở Phú Yên đang bị phá để làm sân golf, khách sạn, resort nhưng đến nay vẫn chưa có hồ sơ xin phép Thủ tướng Chính phủ cho chuyển mục đích sử dụng đất theo quy định. Ngoài ra, Phú Yên còn dành hơn 1.000ha rừng cho 20 dự án đầu tư khác. Phá rừng nhiều nhất là các dự án nuôi bò, thủy điện, trường đua ngựa và nhà máy lọc dầu.

## Giáo dục
Phú Yên có hệ thống các trường đại học (Phú Yên, xây dựng số 3) đào tạo 300 SV, Cao đẳng (Công nghiệp) mỗi năm đào tạo khoảng 1200 học viên, 1 chi nhánh học viện ngành tài chính ngân hàng đào tạo trên 300 học viên và các trường và trung tâm đào tạo nghề (mỗi năm đào tạo khoảng 1.400 kỹ thuật viên và trên 800 công nhân có tay nghề cao - từ bậc 3/7 trở lên). Trường Đại học Xây dựng Miền Trung đào tạo Kỹ sư xây dựng và Kiến trúc (mỗi năm đào tạo 1500 học viên).

### Các trường
Hệ Đại học:
- Đại học Phú Yên
- Đại học Xây dựng Miền Trung
- Học viện Ngân hàng - Phân viện Phú Yên

Hệ Cao đẳng:
- Trường Cao đẳng Nghề Phú Yên
- Trường Cao đẳng Công nghiệp Tuy Hoà
- Trường Cao đẳng Y tế Phú Yên

## Giao thông

### Biển số xe
- Thành phố Tuy Hòa: 78-AB XXX.XX
- Thị xã Sông Cầu: 78-AC XXX.XX
- Huyện Phú Hòa: 78-AD XXX.XX
- Huyện Tây Hòa: 78-AE XXX.XX
- Thị xã Đông Hòa: 78-AF XXX.XX
- Huyện Tuy An: 78-AH XXX.XX
- Huyện Đồng Xuân: 78-AK XXX.XX
- Huyện Sông Hinh: 78-AM XXX.XX
- Huyện Sơn Hòa: 78-AL XXX.XX

## Văn hóa
Dân Phú Yên thường được gọi là dân xứ "nẫu", đó là tiếng nói đặc trưng của họ, tiếng nẫu (nẫu = người ta).
Dân Phú Yên còn có thể loại hát chòi, đó là một thể loại hát dân gian từng rất phổ biến ở Phú Yên.
Phú Yên cũng chính là nơi đã phát hiện ra nhiều di sản văn hoá, như bộ trường ca quý giá của các dân tộc thiểu số, bộ đàn đá Tuy An có độ chuẩn về cung bậc thuộc loại chính xác nhất và những chiếc kèn đá có một không hai.

### Lễ hội

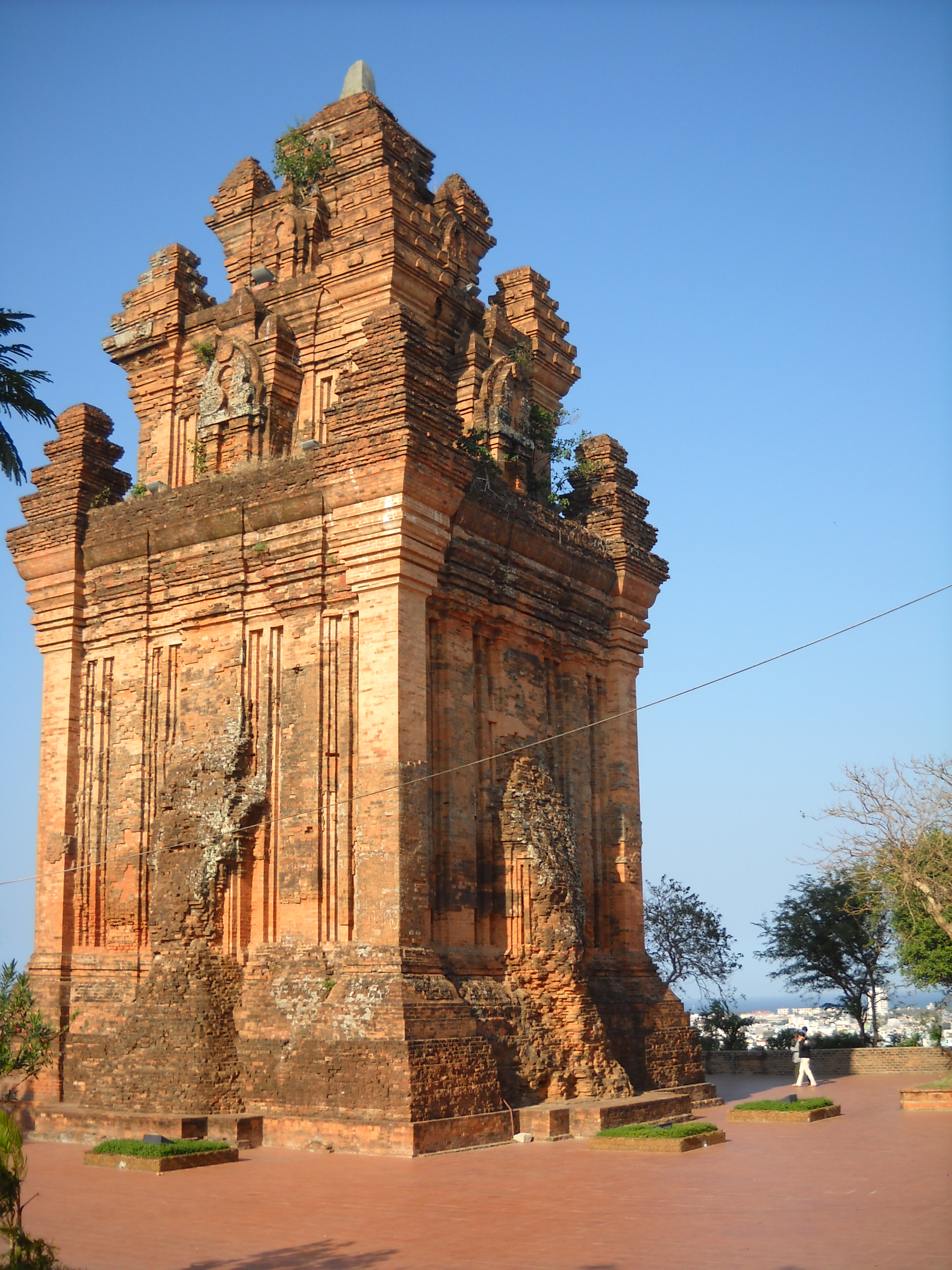
Tháp Nhạn

Ngoài các lễ hội chung của cả nước, còn có nhiều lễ hội riêng biệt, đặc trưng của vùng, được nhà nước công nhận như là di sản văn hóa phi vật thể của Việt Nam:
- Lễ hội đánh bài chòi, với các bài hát chòi dân gian, đậm bản sắc văn hóa của Phú Yên.
- Lễ hội đầm Ô Loan được tổ chức tại đầm Ô Loan thuộc huyện Tuy An
- Lễ đâm trâu của người Ba Na
- Lễ bỏ mả của người Êđê
- Lễ cúng đất của người Kinh
- Lễ hội cầu ngư của người Kinh

Lịch một số lễ hội ở Phú Yên (cấu trúc: Tên lễ hội: thời gian (âm lịch), địa điểm.)
- Hội đua thuyền đầm Ô Loan: 07/01, xã An Cư, huyện Tuy An.
- Hội Sông nước Đà Nông: 08/01 (âm lịch), phường Hòa Hiệp Nam, Thị xã Đông Hòa.
- Hội đua thuyền sông Đà Rằng: 07/01, phường 6, Thành phố Tuy Hòa.
- Lễ hội Đồng Cam: 08/01, xã Hòa Hội, huyện Phú Hòa.
- Hội đua ngựa: 09/01, xã An Xuân, huyện Tuy An.
- Lễ hội chùa Từ Quang: 11/01, xã An Dân, huyện Tuy An.
- Hội chùa Ông (của người Hoa): 13/01, phường 1, Thành phố Tuy Hòa.
- Hội bài chòi: tết nguyên đán, vùng nông thôn Phú Yên.
- Lễ hội Sông nước Tam Giang: tết nguyên đán, thị xã Sông Cầu.
- Lễ hội cầu ngư: từ tháng 1 đến tháng 6, khắp các vùng ven biển.
- Hội thơ đêm nguyên tiêu: rằm tháng giêng hàng năm, Sân tháp Nhạn, phường 1, tp Tuy Hòa.
- Lễ hội đền Lê Thành Phương:28/01, xã An Hiệp, huyện Tuy An.
- Lễ hội đền Lương văn Chánh: 19/09, xã Hòa Trị, huyện Phú Hòa.
- Lễ hội cầu an: Tháng 3 và tháng 8, ở khắp các chùa.
- Lễ hội bỏ mả: tháng 3 đến tháng 5, huyện: Đồng Xuân, Sơn Hòa, Sông Hinh.
- Lễ hội mừng sức khỏe: tháng 3 đến tháng 5, các huyện Đồng Xuân, Sơn Hòa, Sông Hinh.
- Lễ hội đâm trâu: từ tháng 2 đến tháng 6: Đồng Xuân, Sơn Hòa, Sông Hinh.
- Lễ hội mừng nhà mới: từ tháng 3 đến tháng 5, các huyện: Đồng Xuân, Sơn Hòa, Sông Hinh
- Lễ hội mừng lúa mới: từ tháng 3 đến tháng 5: các huyện Đồng Xuân, Sơn Hòa, Sông Hinh

### Ẩm thực ở Phú Yên
- Bánh xèo: Cùng với bánh tráng, bánh xèo món ăn truyền thống của người dân ở Phú Yên. Bánh xèo ở Phú Yên được làm từ bột gạo, giá đỗ, thịt băm và tôm hoặc mực; nếu thực khách có yêu cầu thì chủ quán có thể cho trứng vào để tăng thêm hương vị. Khi khuôn đúc nóng, người ta cho mỡ, sau đó là thịt, tôm, giá đỗ và nước bột gạo xay vào, đậy nắp chờ khoảng 1 phút là bánh chín. Bánh đổ xong vừa mềm, vừa nóng, có hương vị của hải sản biển. Người ta ăn bánh xèo với rau sống bao gồm xà lách, giá đỗ và nhiều loại rau thơm khác. Nước chấm gồm có hai loại, người địa phương gọi là mắm đục và mắm trong. Mắm đục gần giống như mắm niêm, cho thêm gia vị và ớt. Mắm trong là nước mắm bình thường có thêm ớt tỏi,... Công thức pha nước mắm cũng là một bí quyết của các quán ăn ở đây vì nó ảnh hưởng rất nhiều đến hương vị của món ăn. Bánh xèo có thể ăn bằng đĩa hoặc dùng bánh tráng cuốn lại chấm với nước mắm sẽ rất ngon. Ở Phú Yên đặc biệt là tại Thành phố Tuy Hòa, du khách có thể thưởng thức bánh xèo ở nhiều nơi, từ gánh hàng rong của các chị cho đến những địa điểm có danh tiếng bánh xèo ngon lâu năm tại khu Đại nam cũ trên đường Nguyễn Công Trứ.
- Bánh canh: Bánh canh là một món ăn bình dân ở Phú Yên, tuy vậy chủng loại bánh canh ở Phú Yên rất phong phú như: bánh canh bột gạo, bánh canh bột lọc, bánh canh chả cá, bánh canh hẹ,... chỉ cần đi lòng vòng 10 phút cũng có thể đếm được tới 4-5 quán bán bánh canh bên vỉa hè, nhiều nhất là xung quanh bưu điện thành phố Tuy Hòa. Mỗi món bánh canh là một loại hương vị khác nhau, không quán nào giống quán nào. Bánh canh có thể được nấu với các vị cá dằm, chả cá là phổ biến, đặc biệt người ta dùng lá hẹ như một loại phụ gia đặc biệt thêm vào bánh canh để tăng thêm mùi vị.
- Bánh hỏi, bánh ướt: Đây là hai món bánh khá quen thuộc của người dân Việt Nam, cách chế miến hai món ăn này ở Phú Yên không khác lắm so với nhiều vùng khác trên cả nước.
- Bánh bèo nóng: Bánh được làm chín xông để nóng trong nồi hơi nước nóng. Nếu thực thách đến ăn thì bánh sẽ dùng với chà bông, bánh mì vụn chung rồi sau đó chan nước mắm có ớt, tỏi.

Bánh ướt ở Phú Yên có cách tráng mỏng tương tự như cách tráng bánh cuốn nóng ở miền Bắc. Bánh ướt thường được phục vụ nóng ngay tại chỗ. Ngoài ra còn có bánh bèo nóng, ăn khi bánh vừa xuống lò. Bánh được hấp cách thủy trong chén nhỏ và được phục vụ tại chỗ. Các loại bánh trên thường được rải chà bông tôm (hay ruốc tôm theo cách gọi người miền Bắc), phục vụ cùng nước mắm ớt pha ngọt và nếu có yêu cầu có thêm lòng lợn đi kèm và cháo lòng.
- Bánh ít lá gai: Cũng là một nét văn hóa ẩm thực độc đáo ở Phú Yên vào những ngày giỗ tổ tiên. nhân bánh được làm từ nhiều thứ như: đậu phộng và dừa; đậu xanh; đậu đen...Bánh này được bọc bằng lá gai và khi cho ra lò có màu xanh thẫm và tương tự như bánh gai của miền Bắc. Nhưng người Phú Yên không cho một miếng mỡ vào nhân bánh như bánh gai và bánh ít còn được làm với nhiều loại nhân chứ không chỉ là nhân đậu xanh.
- Chả dông: là món chả ram (chả giò) nhưng nguyên liệu làm từ thịt của con dông nên gọi là chả dông. Thịt dông được băm nhuyễn trộn với xã và ớt dùng làm nguyên liệu. Dùng chả dông được ăn với rau sống nước mắm tỏi ớt trộn đâu phụng đăm nhuyễn rất ngon. Món chả dông làm nên dánh tiếng của các cửa hàng ăn trên đường Nguyễn Công Trứ khu Đại Nam cũ ở Thành phố Tuy Hòa. Ở đây thực khách có thể gọi một phần chả dông có thêm nem nướng được phục vụ cùng rau sống và bánh tránh để cuốn ăn kèm.
- Các món ăn từ Cá ngừ đại dương(Cá bò gù): Phú Yên là nơi khởi phát nghề câu cá ngừ đại dương từ những đầu của thập kỷ 90 vì vậy các món đặc sản từ cá ngừ ở đây mang những nét rất riêng đặc trưng cho con người miền biển.

- Trong đó có thể kể đến các món:
+ Cá ngừ cắt lát ăn với mù tạt. Món ngày được chế biến từ các lát cá ngừ sống cắt nhở đường kính 4, 5 cm sau khi được đông lạnh để sắc cá chuyển từ đỏ sang hồng sẽ được dọn ra ăn kèm với các loại rau thường thấy là: cải xanh, ngò tàu, ngổ, é quế, é ta, húng dũi, húng đứng...và cùng món nước chấm đặc biệt được pha bởi xì dầu, mù tạt và tương ớt. Thực khách có thể ăn lát cá với nước chấm kể trên hoặc cuộn lát cá với cải ăn cùng nước chấm.
+ Mắt cá ngừ chưng cách thủy:(món "đèn biển") Cách chế biến: Mắt cá mua về rửa sạch. Chú ý cát lẫn vào mắt. Ướp các loại gia vị như hành, tiêu, ớt, tỏi, muối, bột ngọt... để cho thấm đều khoảng 15 - 20 phút thì cho vào nồi đất chưng cách thủy độ nửa giờ thì ăn được. Khi chưng cho thêm mấy vị thuốc bắc để khử mùi tanh và tăng chất bổ dưỡng. Ăn món này thường kèm với các loại rau thơm và kèm một vài ly rượu mạnh thì càng hợp khẩu...
+ Gỏi bao tử cá ngừ: Đây là món hiếm, ít được bày bán ở hàng quán, bởi ngư dân đánh bắt cá ngừ thường dùng món này trong lúc họ còn lênh đênh trên biển hoặc về "lưu hành nội bộ". Chỉ cần rửa sạch bao tử rồi bỏ vào nước lã luộc chín, sau đó rửa lại nước lạnh cho giòn, xắt thành miếng vừa ăn ướp với hành tây, tiêu, ớt, muối đường, mì chính... trộn đều là có món gỏi bao tử cá ngừ.
+ Cháo đầu cá: Đầu cá mua về rửa sạch, xẻ làm tư rồi cho vào nồi nấu cháo như các loại cá khác. Sau những lúc chén tạc, chén thù với bạn bè mà có được chén cháo đầu cá ngừ đang bốc hơi thì không mấy chốc hơi men sẽ thoát ra khỏi người và có được giấc ngủ sâu, khi dậy cảm thấy người vô cùng khoan khoái...
+ Ức cá ngừ: Ức cá ngừ sau khi tẩm ướt được hấp, kho và thậm chí xào và có mùi vị như thịt bò hoặc thịt lợn nếu có nhiều mỡ cá.

### Các truyền thuyết, huyền thoại
Phú Yên có rất nhiều câu chuyện truyền thuyết và huyền thoại gắn liền với lịch sử hơn 400 năm của minh.
Một số truyện tiêu biểu:
- Chiếc bánh nậm của Nữ Nhi Phù Quốc - nói về tấm lòng nhân hậu của người phụ nữ nông thôn Phú Yên
- Gành Đá Đĩa và huyền thoại về kho báu biến thành đá
- Truyền thuyết về con lươn ở buôn Đức

## Du lịch

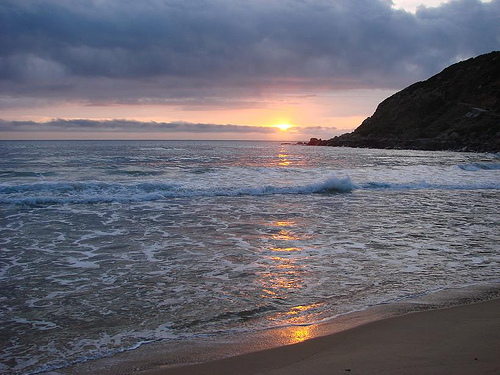
Mũi Điện

Phú Yên được biết đến là một vùng đất hoang sơ, xinh đẹp với nhiều bãi biển, đầm vũng, di tích lịch sử văn hoá như Núi Nhạn, Núi Đá Bia,Vũng Rô, Bãi Môn - Mũi Điện, Đầm Ô Loan,Gành Đá Đĩa, Nhà thờ Mằng Lăng, Vịnh Xuân Đài, Đập Đồng Cam, Tháp Nghinh Phong. Ngoài ra Phú Yên còn rất nhiều danh thắng khác như Bãi Xép, biển Vịnh Hoà, đồi cát Từ Nham, hòn Nưa, hòn Chùa, Nhất Tự Sơn, bãi Bàu, hòn Yến, Gành Đèn, thác Cây Đu, thác H’Ly, Cao nguyên Vân Hòa... Sự kiện bộ phim “Tôi thấy hoa vàng trên cỏ xanh” đã tạo động lực cho du lịch Phú Yên phát triển mạnh mẽ và đang trở thành điểm dừng chân đầy thú vị trên bản đồ du lịch Việt Nam.
Hiện tại Tp. Tuy Hoà và Tx. Sông Cầu có nhiều nhà hàng, khách sạn, Resort tiêu chuẩn du lịch phục vụ du khách.
Năm 2019, Phú Yên đón gần 1,8 triệu lượt khách tham quan.

San hô ở Hòn Yến, Tuy An, Phú Yên

## Kết nghĩa
- tỉnh Hải Dương

## Hình ảnh

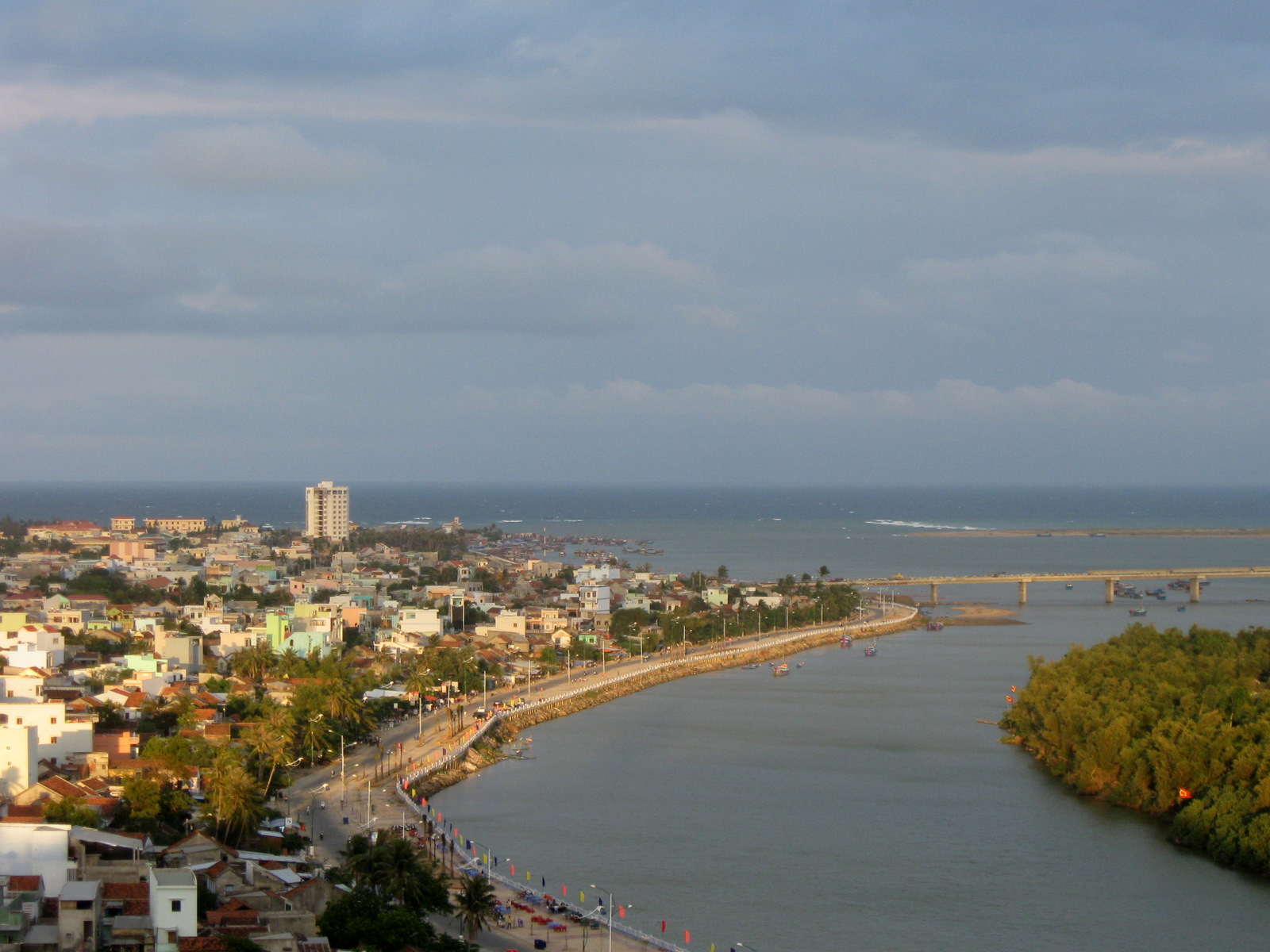
Cầu Đà Rằng mới, Tuy Hòa, Phú Yên
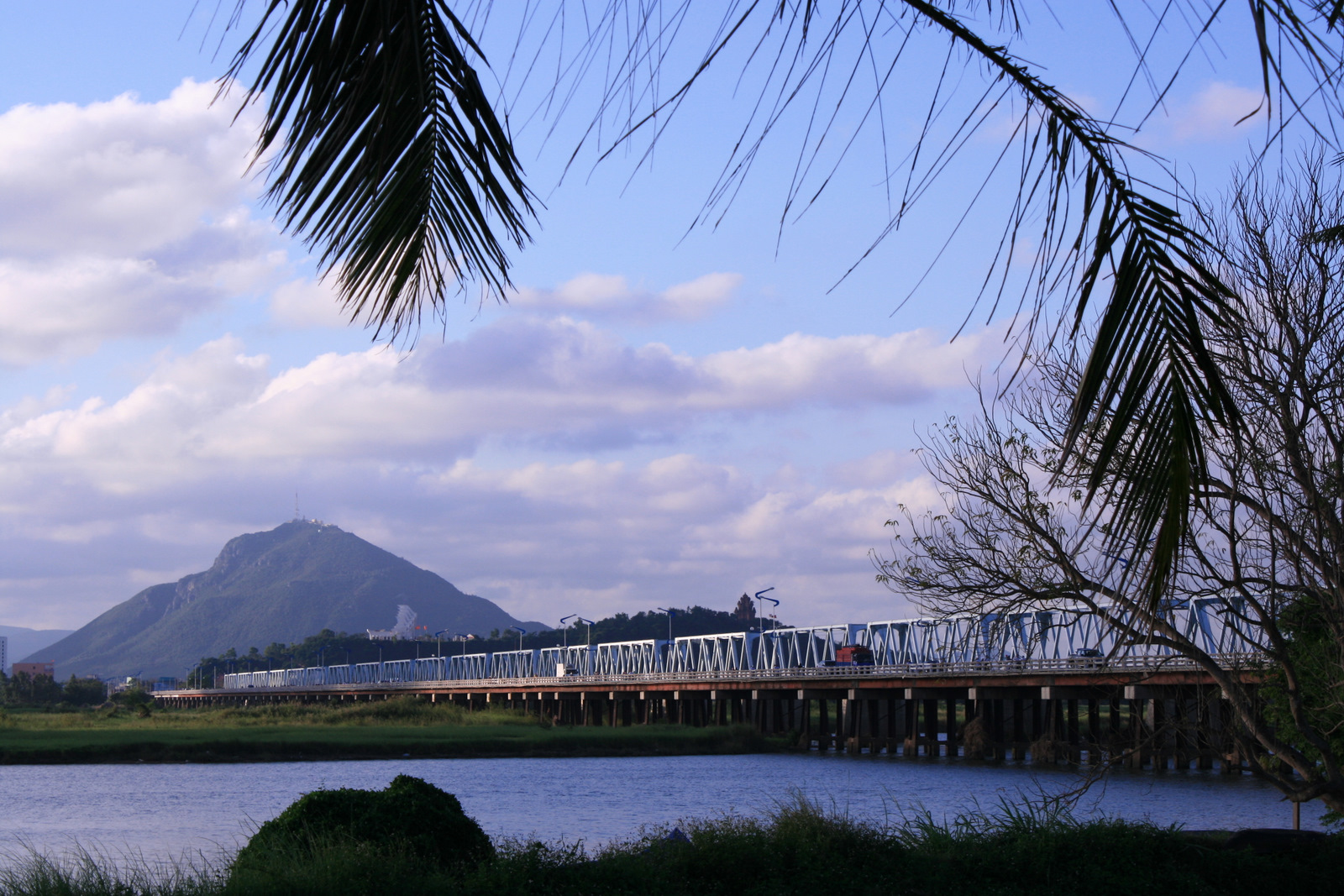
Núi Nhạn Sông Đà
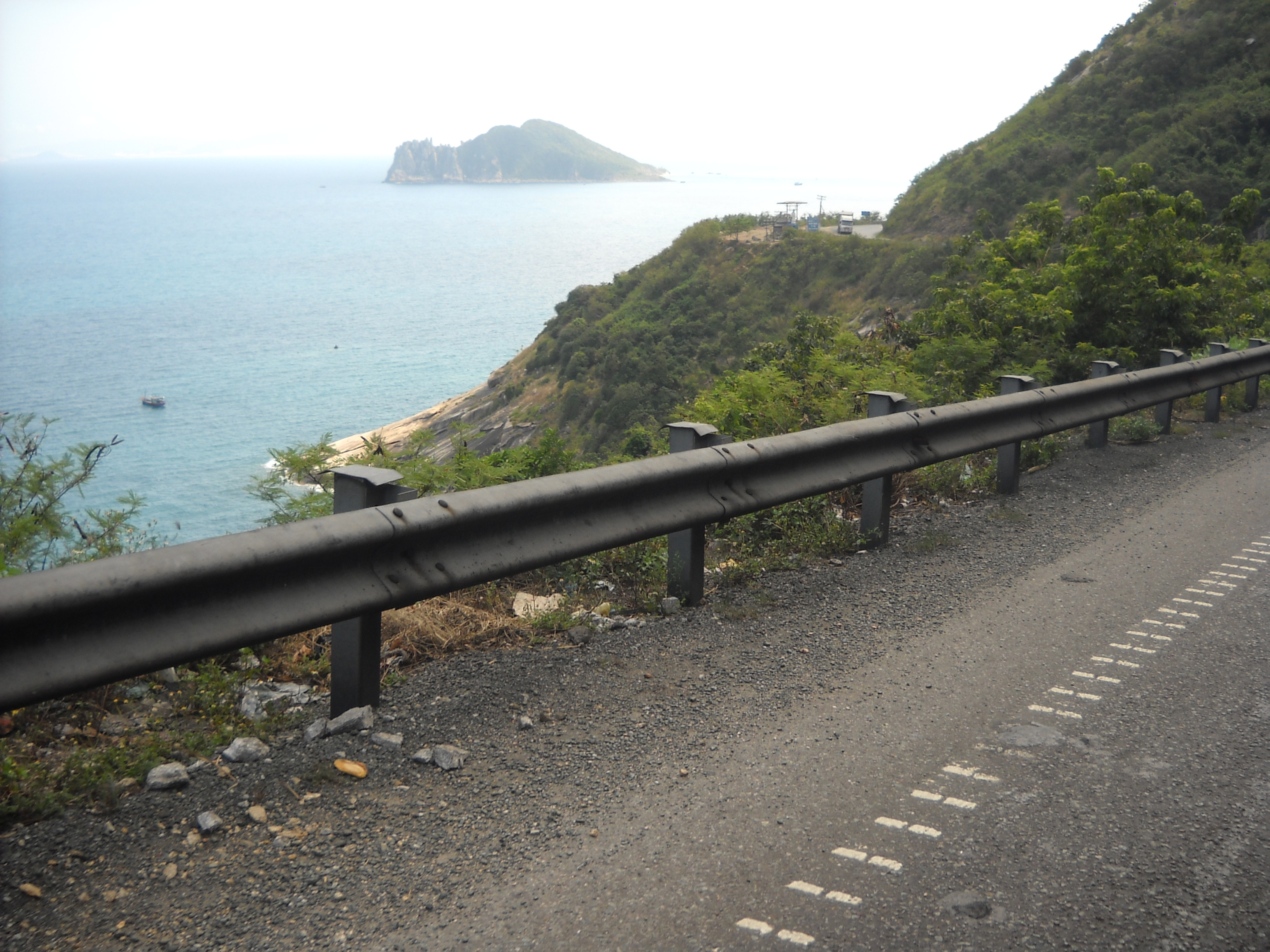
Đèo Cả, đoạn ở nam Phú Yên
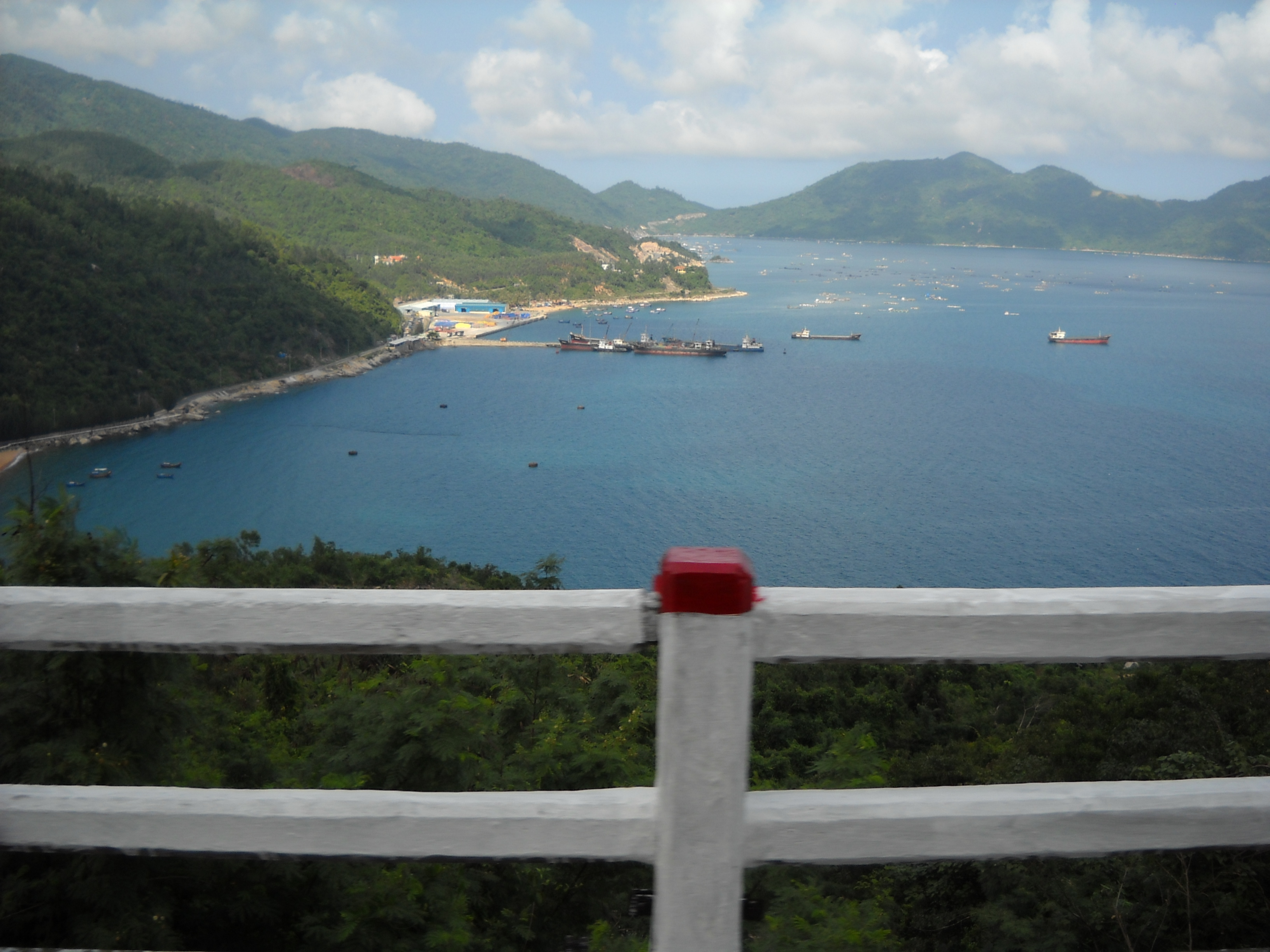
Vũng Rô, Đông Hòa -Phú Yên
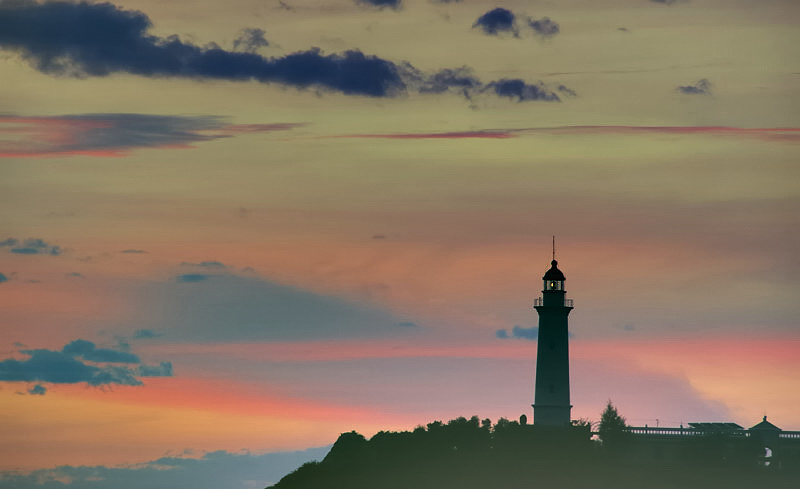
Hải đăng Đại Lãnh
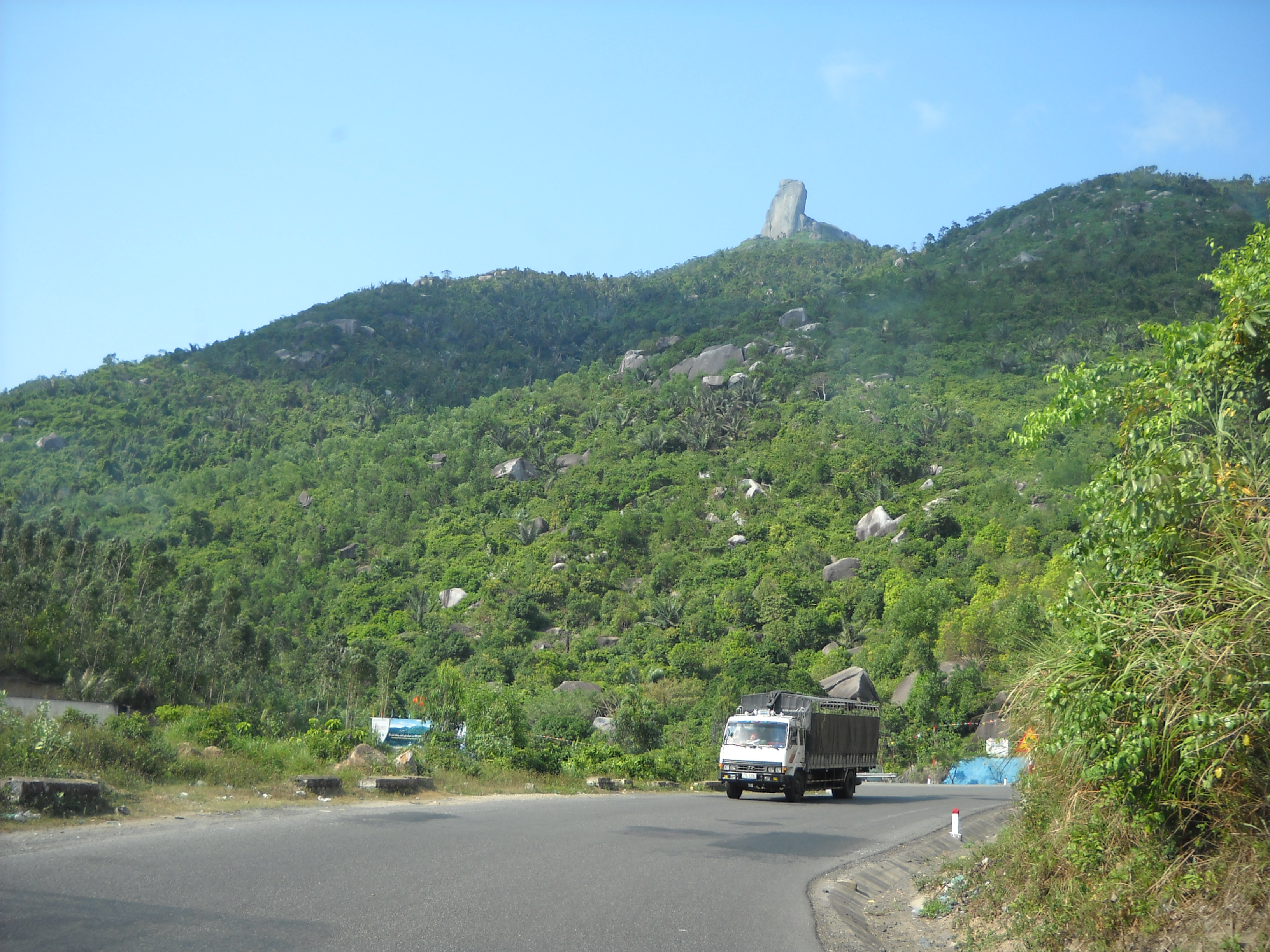
Núi Đá Bia
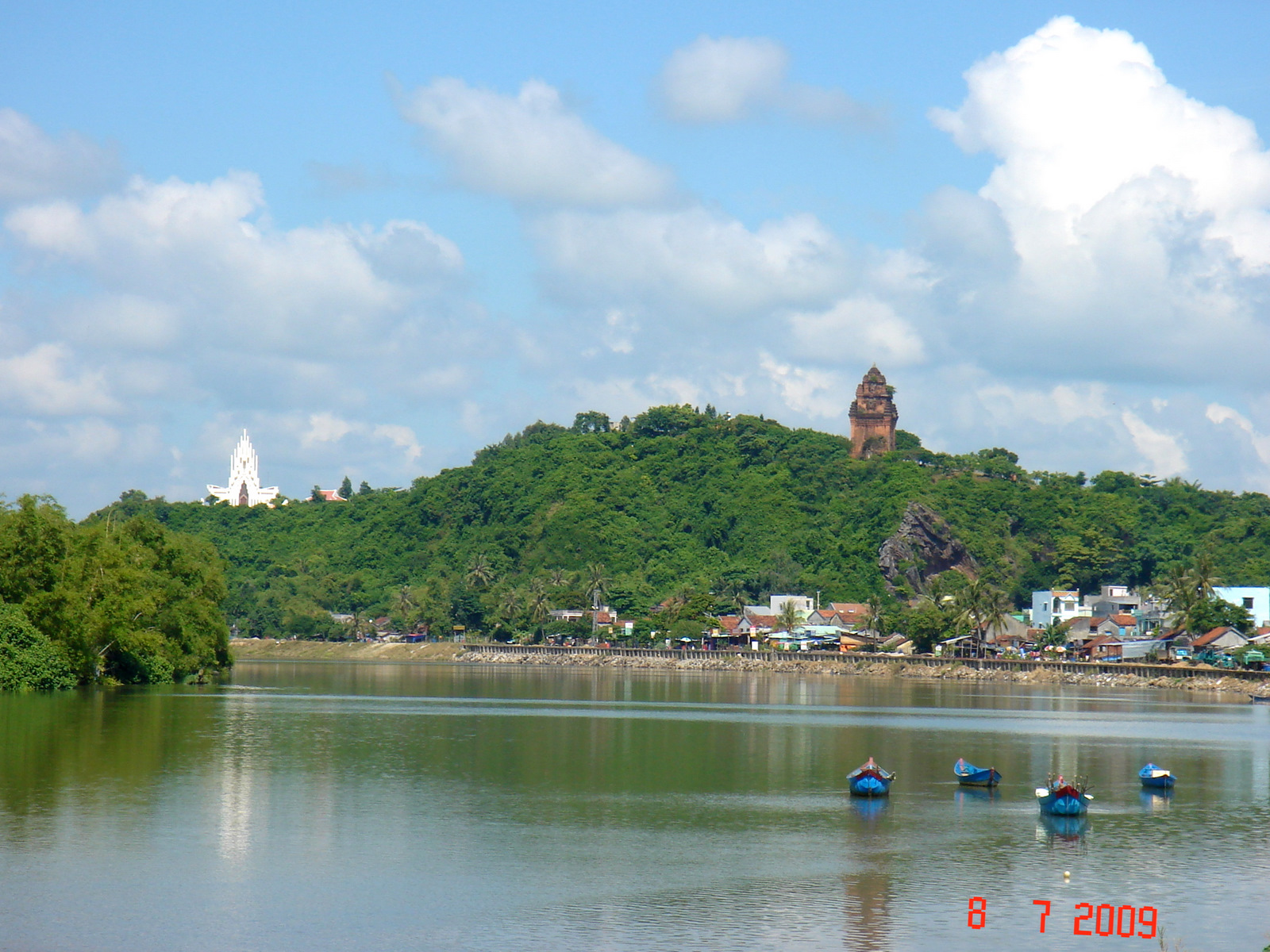
Tháp Nhạn, Tuy Hòa, Phú Yên
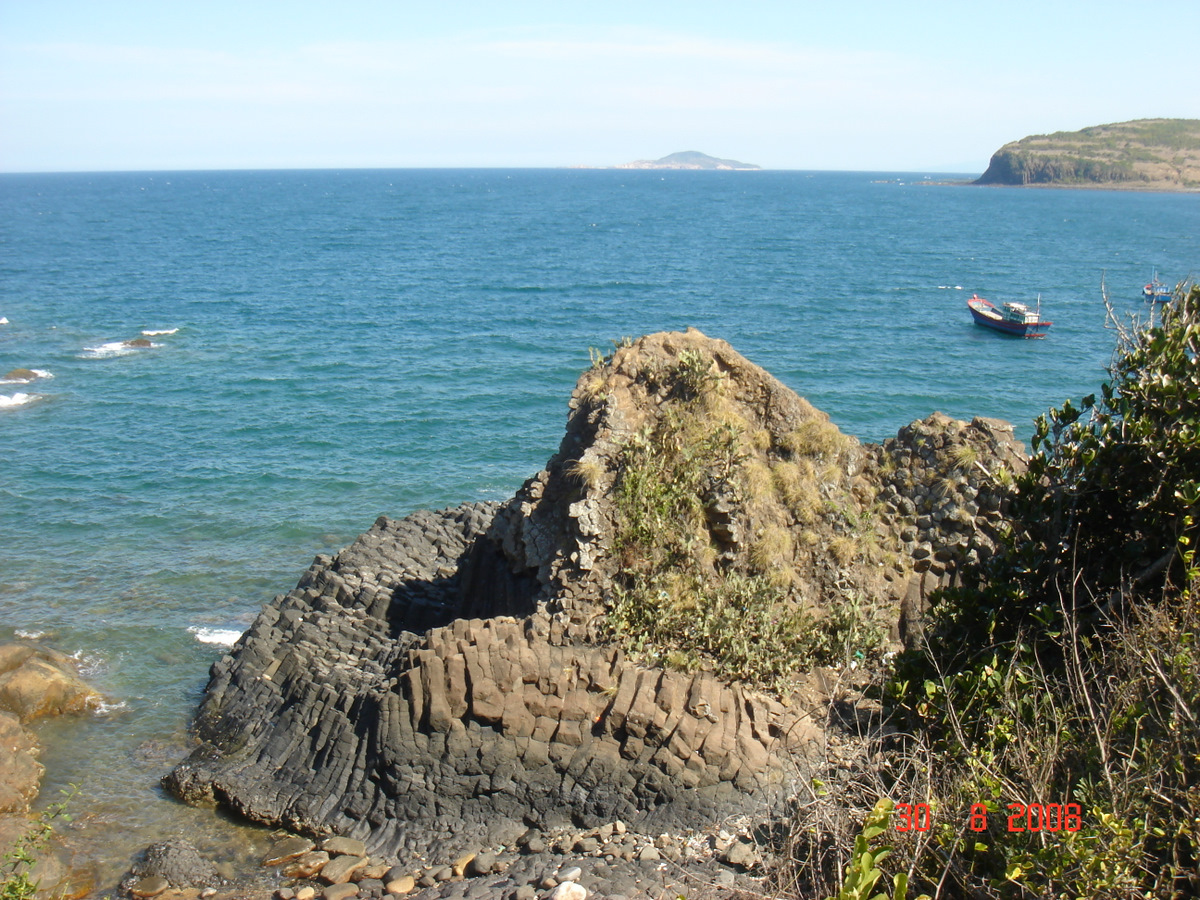
Thắng cảnh Gành Đá Dĩa, huyện Tuy An.
Núi Đá Bia, Đông Hòa - Phú Yên.
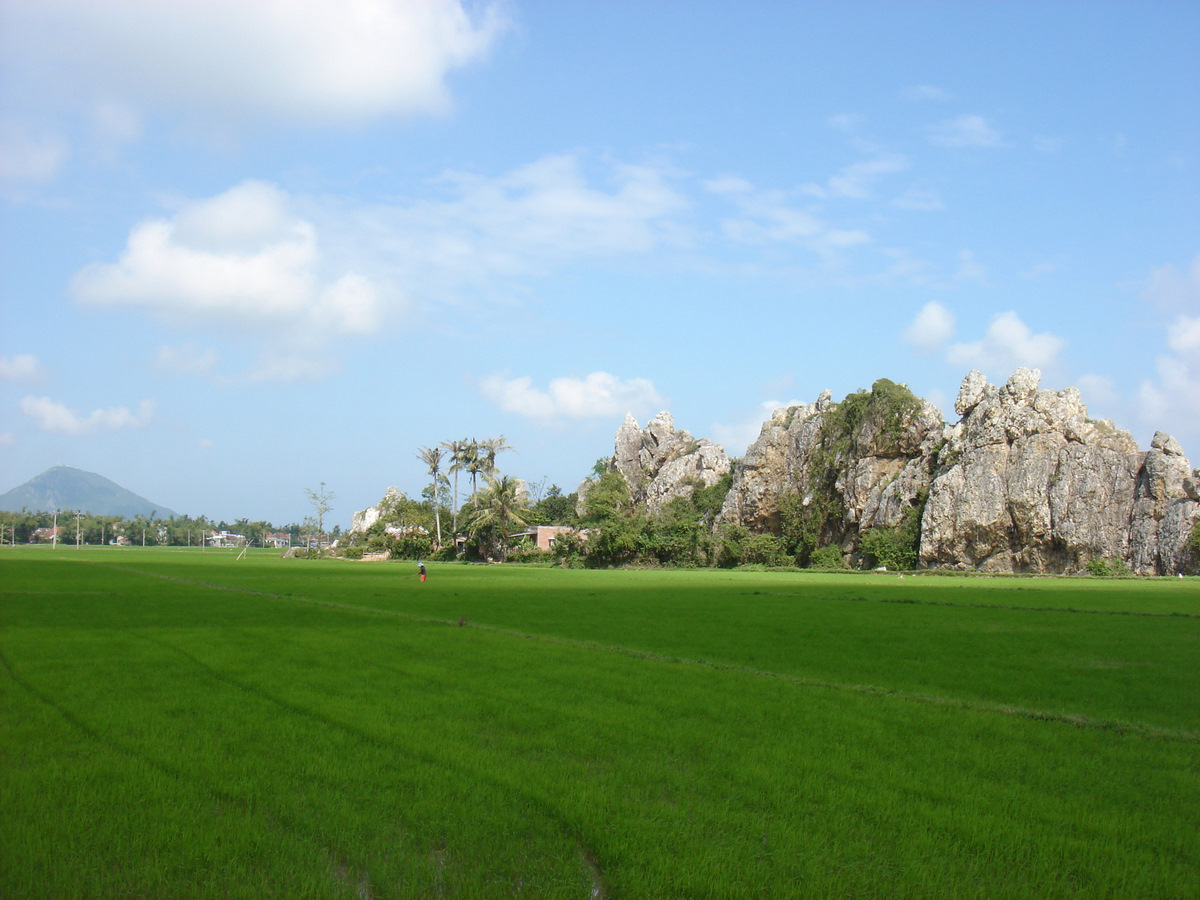
Gành Đá Hòa Thắng- Phú Hòa - Phú Yên.
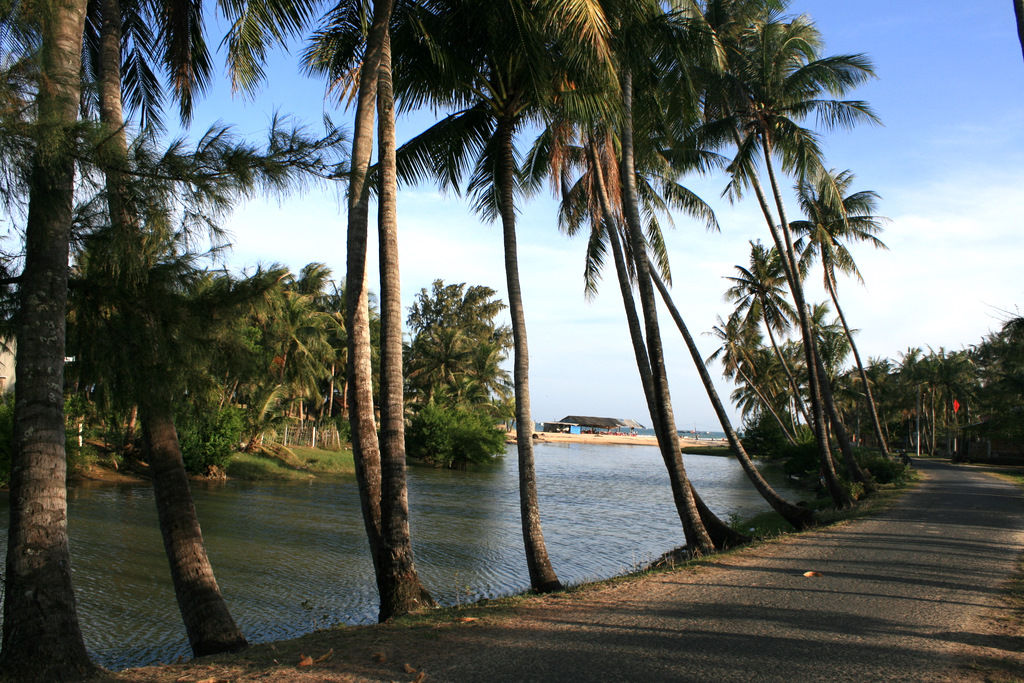
Biển Long Thủy - phía Bắc TP.Tuy Hòa.
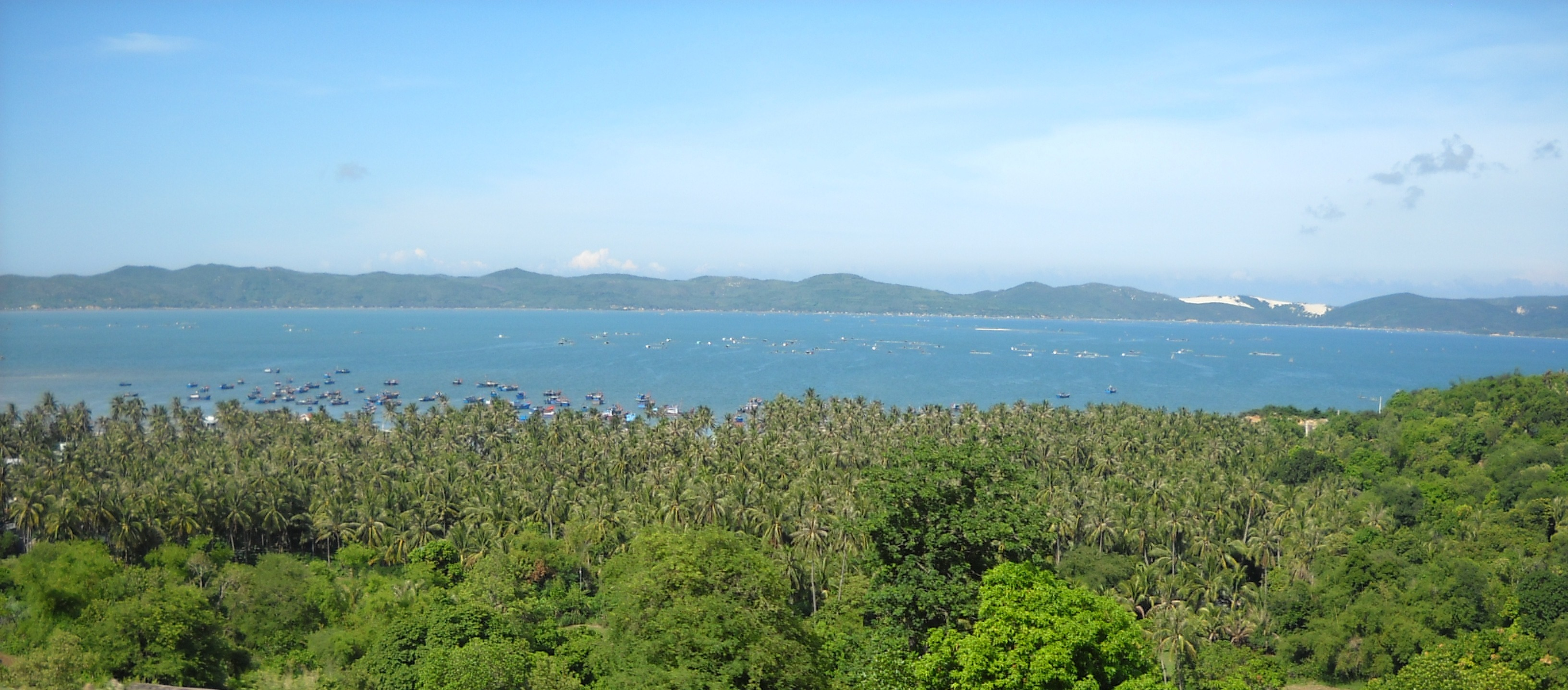
Vịnh Xuân Đài
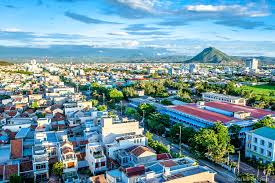
Tp Tuy Hòa lúc sáng sớm